# Відчинені двері (фільм, 2016)
«Відчинені двері» (ісп. La puerta abierta) — іспанський комедійно-драматичний фільм, знятий Маріною Сересескі. Світова прем'єра стрічки відбулась 26 травня 2016 року на Амстердамському фестивалі іспанського кіно. Фільм розповідає про повію Розу, яка погоджується доглядати за донькою померлої російської повії-сусідки.

## У ролях
| Актор          | Роль    |
| -------------- | ------- |
| Кармен Мачі    | Роза    |
| Тереле Павес   | Антонія |
| Асьєр Ечеандіа | Люпіта  |
| Пако Тоус      | Пако    |

## Визнання
| Нагороди та номінації фільму «Відчинені двері» | Нагороди та номінації фільму «Відчинені двері»  | Нагороди та номінації фільму «Відчинені двері» | Нагороди та номінації фільму «Відчинені двері» | Нагороди та номінації фільму «Відчинені двері» | Нагороди та номінації фільму «Відчинені двері» |
| Рік                                            | Кінопремія / Кінофестиваль                      | Категорія / Нагорода                           | Номінант                                       | Результат                                      |                                                |
| ---------------------------------------------- | ----------------------------------------------- | ---------------------------------------------- | ---------------------------------------------- | ---------------------------------------------- | ---------------------------------------------- |
| 2016                                           | Трансільванський кінофестиваль                  | Трофей Трансільванії                           | «Відчинені двері»                              | Перемога                                       |                                                |
| 2016                                           | Трансільванський кінофестиваль                  | Приз глядацьких симпатій                       | «Відчинені двері»                              | Номінація                                      |                                                |
| 2016                                           | Київський міжнародний кінофестиваль «Молодість» | «Скіфський олень» за найкращий фільм           | «Відчинені двері»                              | Номінація                                      |                                                |